# Instituto Nacional de Pesquisas Espaciais
Instituto Nacional de Pesquisas Espaciais (INPE) é um instituto federal brasileiro dedicado à pesquisa e exploração espacial, criado em 1961 e cuja sede se localiza na cidade de São José dos Campos, estado de São Paulo. O instituto tem instalações em outras doze cidades: São Paulo, Brasília, Alcântara, Atibaia, Belém, Cachoeira Paulista, Cuiabá, Eusébio, Natal, Santa Maria, São Martinho da Serra e São Luís.
A Missão do INPE é promover e executar estudos, pesquisas científicas, desenvolvimento tecnológico e capacitação de recursos humanos, nos campos da Ciência Espacial e da Atmosfera, das Aplicações Espaciais, da Meteorologia e da Engenharia e Tecnologia Espacial, bem como em domínios correlatos, conforme as políticas e diretrizes definidas pelo Ministério da Ciência, Tecnologia e Inovação. As atividades atualmente desenvolvidas pelo INPE buscam demonstrar que a utilização da ciência e da tecnologia espacial, pode influir na qualidade de vida da população brasileira e no desenvolvimento do País.
O instituto também realiza pesquisas na área da fusão nuclear, tendo projetado e construído o ETE (Experimento Tokamak Esférico), um tokamak (reator de fusão experimental) que é um dos três dispositivos deste gênero existentes no Brasil.

## História

### Antecedentes
Em 3 de agosto de 1961, o Presidente da República, Jânio Quadros, assinou um decreto criando o Grupo de Organização da Comissão Nacional de Atividades Espaciais (GOCNAE), subordinado ao Conselho Nacional de Pesquisas (CNPq), que foi o embrião do atual INPE.
A CNAE, como passou a ser conhecida a Instituição que mais tarde deu origem ao INPE, iniciou suas atividades com atribuições que incluíam coordenação, estímulo e apoio aos trabalhos e estudos relacionados ao espaço, a formação de um núcleo de pesquisadores capacitados para desenvolverem projetos de pesquisas espaciais e o estabelecimento da cooperação com nações mais adiantadas.
A princípio, o programa de pesquisa executado nos laboratórios da CNAE, instalada em São José dos Campos, São Paulo, onde hoje se encontra a sede do INPE, estava intimamente ligado com estudos no campo das ciências espaciais e atmosféricas. Esses estudos incluíam sondagens na alta atmosfera realizadas por meio de ionossondas instaladas no solo e, principalmente, por meio de cargas úteis científicas levadas a bordo de foguetes lançados a partir da base da Barreira do Inferno, em Natal, Rio Grande do Norte.

### Fundação

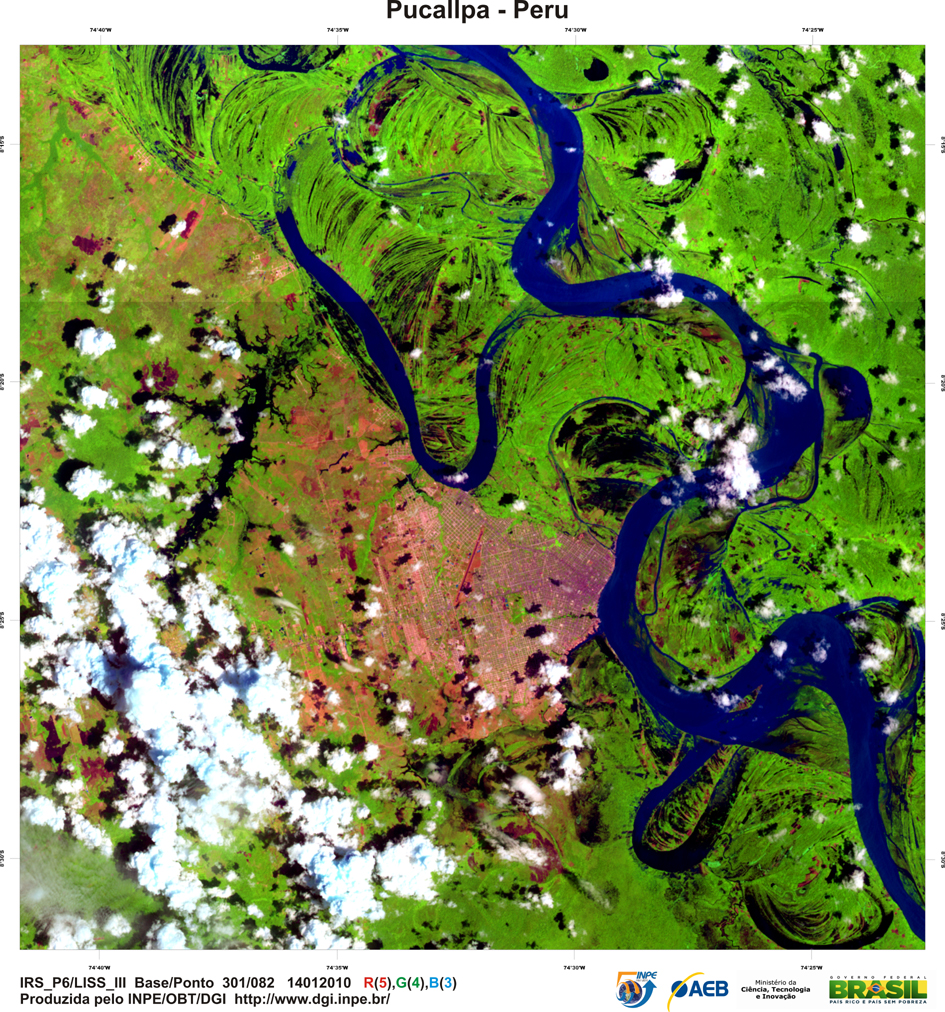
Imagem de sensoriamento remoto feita pelo satélite IRS-P6

No dia 22 de abril de 1971, mediante a extinção da GOCNAE, foi criado oficialmente, o INPE, subordinado diretamente ao CNPq. O decreto de criação do INPE definia o Instituto como o principal órgão de execução civil para o desenvolvimento das pesquisas espaciais, sob a orientação da Comissão Brasileira de Atividades Espaciais (COBAE), órgão de assessoramento da Presidência da República. O primeiro diretor do Instituto foi o engenheiro eletrônico cearense Fernando de Mendonça, o qual havia ocupado anteriormente o cargo de Diretor Científico do GOCNAE.

## Evolução
Ao longo do tempo, a utilização de satélites meteorológicos, de comunicação e de observação da Terra, foi aparecendo como atividade bem próxima das reais necessidades brasileiras. Com isto, foram implantados os projetos MESA, para recepção e interpretação de imagens de satélites meteorológicos, SERE, para utilização das técnicas de sensoriamento remoto por satélites e aeronaves para levantamento de recursos terrestres, e SACI, para aplicação de um satélite de comunicações geoestacionário para ampliar o sistema educacional do País. Até meados da década de 1970, esses eram os principais projetos conduzidos pelo INPE.
No final da década de 1970, o INPE ingressou em nova fase de sua história, com a aprovação pelo Governo Federal da Missão Espacial Completa Brasileira (MECB); o Instituto acrescentou à sua vocação inicial, voltada a pesquisa e aplicações, o consequente desenvolvimento da tecnologia espacial. A experiência adquirida, durante duas décadas, na utilização de satélites estrangeiros, demonstrava que um País com as dimensões continentais do Brasil, de imensas áreas pouco conhecidas e praticamente inabitadas, não podia prescindir do desenvolvimento de tecnologia espacial própria voltada a sua realidade que levasse à integração e ao conhecimento do seu território.

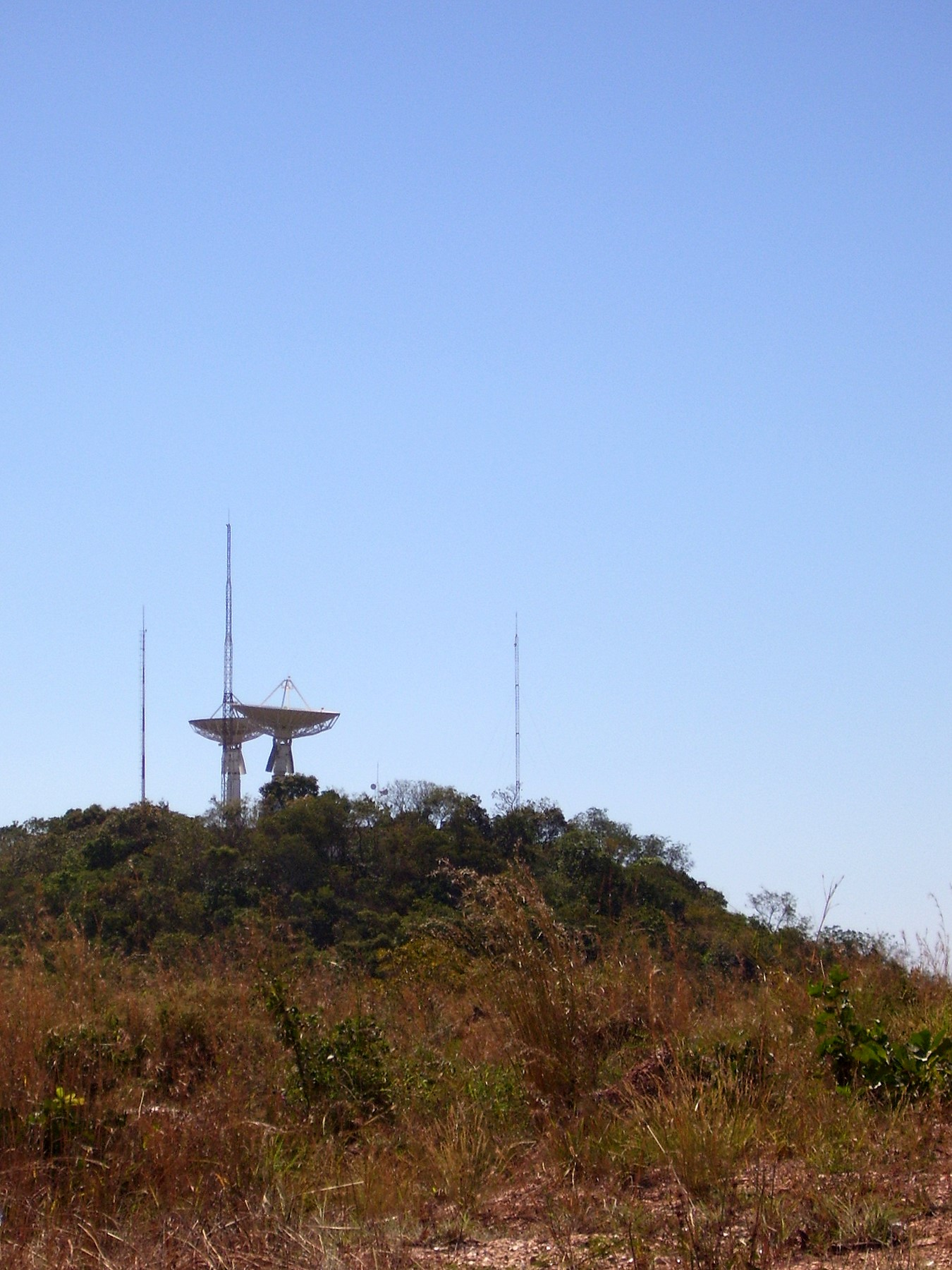
Antenas da estação de rastreamento de satélites do INPE, em Cuiabá

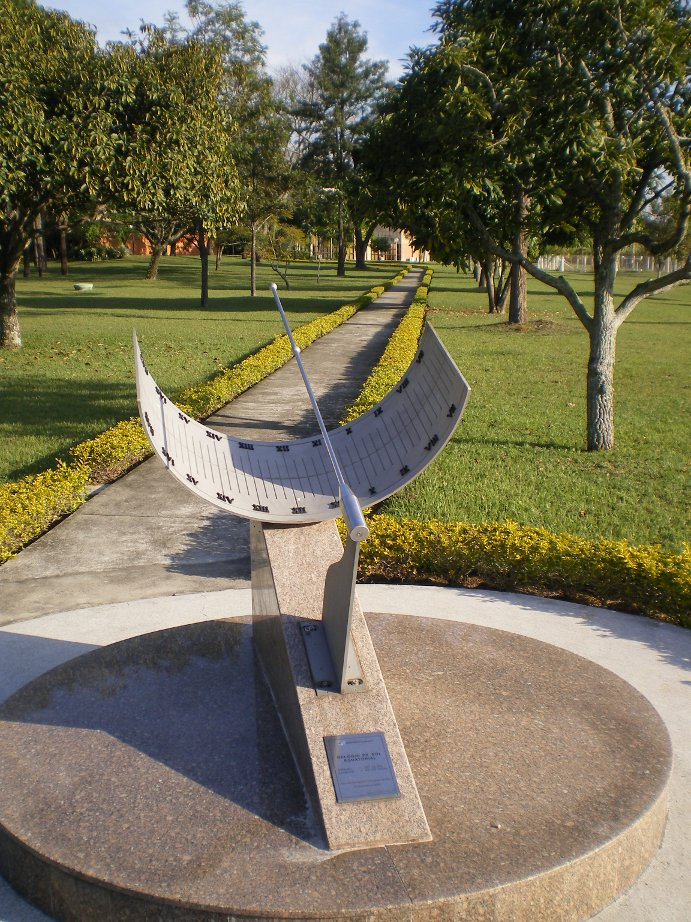
Relógio Solar na sede em São José dos Campos

No dia 15 de março de 1985 , foi criado o Ministério da Ciência e Tecnologia (MCT), passando o INPE a integrá-lo na qualidade de órgão autônomo da Administração Direta, o que lhe conferiu maior autonomia administrativa e financeira. Durante a década de 1980, o INPE implantou e passou a desenvolver programas que são hoje prioritários como: a Missão Espacial Completa Brasileira (MECB), o Satélite Sino-Brasileiro de Recursos Terrestres (CBERS), o Programa Amazônia (AMZ) e o Centro de Previsão de Tempo e Estudos Climáticos (CPTEC). Também, manteve-se atento ao desenvolvimento de outros países na área espacial, tanto que ainda é permanente o intercâmbio e a cooperação entre o INPE e as instituições similares internacionais. Nesse período, também, implantou o seu Laboratório de Integração e Testes (LIT), o único do Hemisfério Sul que desenvolve atividades altamente especializadas e fundamentais ao sucesso do programa espacial brasileiro. Em 1989, foi criada a Secretaria Especial da Ciência e Tecnologia (SCT), órgão vinculado à Presidência da República, a qual foram transferidos os assuntos de competência do extinto MCT, ocasião em que o INPE, na condição de órgão integrante da SCT, perdeu a sua autonomia administrativa e financeira.
No dia 17 de outubro de 1990, é aprovada a Estrutura Regimental da SCT, passando o INPE a integrá-la na qualidade de órgão singular, como também a ser denominado Instituto "Nacional" de Pesquisas Espaciais, único Instituto de Pesquisa Espacial, em âmbito nacional. Em 1992, novas mudanças fazem recuperar o "status" de ministério à área de C&T. No dia 19 de novembro, é extinta a SCT e ressurge o MCT ao qual o INPE volta a ser vinculado como órgão específico singular. A década de 1990 é marcada pelos primeiros resultados da MECB. Em 1993, é colocado em órbita o primeiro satélite brasileiro, o Satélite de Coleta de Dados 1 (SCD-1), homenageado em 28 de julho de 2015, quando umas das áreas de Plutão recebeu o nome de Colina Coleta de Dados. Em 1998, o SCD-2 é também lançado com sucesso, operando com melhor desempenho do que o primeiro, devido às inovações tecnológicas. O CBERS-1 (China-Brazil Earth-Resources Satellite ou Satélite Sino-Brasileiro de Recursos Terrestres), fruto da cooperação entre os governos brasileiro e chinês, foi lançado pelo foguete chinês Longa Marcha 4B da base de Taiyuan em 14 de outubro de 1999. O reconhecimento da capacidade do INPE no desenvolvimento de tecnologia espacial e também de aplicações, reflete-se na participação brasileira na construção da Estação Espacial Internacional (International Space Station - ISS), o maior empreendimento do mundo no setor, reunindo 16 países. A participação do INPE na ISS proporciona ao Brasil a oportunidade de realizar experimentos tecnológicos e em diversos campos da ciência.
O INPE é reconhecido internacionalmente pelas suas contribuições para o monitoramento do desmatamento no Brasil, especialmente através do Programa de Monitoramento da Floresta Amazônica Brasileira por Satélite (PRODES) e do Sistema de Detecção de Desmatamento em Tempo Real (DETER).

### Governo Bolsonaro
No início de agosto de 2019, Bolsonaro exonerou o diretor do INPE, Ricardo Galvão, o que provocou críticas de ambientalistas. O órgão é responsável pelos sistemas de monitoramento da Amazônia e já havia sido acusado pelo próprio Bolsonaro em julho de divulgar "dados mentirosos" e de estar a "serviço de uma ONG". No dia seguinte, Galvão respondeu a Bolsonaro e defendeu o sistema, que é reconhecido internacionalmente, sendo que afirmou ainda que não iria se demitir:
Ele tem um comportamento como se estivesse falando em botequim. Ele fez acusações indevidas a pessoas do mais alto nível da ciência brasileira. Não estou dizendo só eu, mas muitas outras pessoas. Isso é uma piada de um garoto de 14 anos que não cabe a um presidente da República fazer. Eu não vou me demitir."— Ricardo Galvão

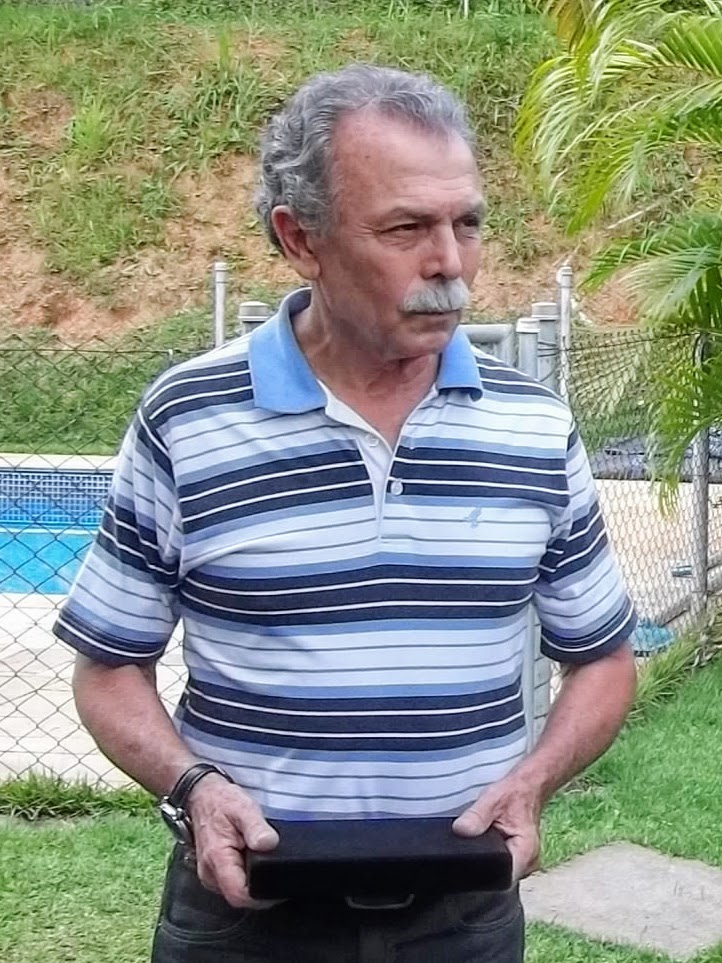
Ricardo Galvão, ex-diretor do INPE, exonerado pelo governo Bolsonaro.

Depois da notícia da demissão, funcionários do Inpe e sindicalistas fizeram um protesto na frente do instituto, no município de São José dos Campos, em São Paulo. "A defesa da Amazônia é um dos papéis do Inpe nessa parte de monitoramento da terra. Então, o fato de ele ser exonerado sendo acusado de mentir sobre os dados, com um ataque gratuito sobre uma equipe que é renomada internacionalmente pelos seus resultados, isso não tem justificativa nenhuma", afirmou Heitor Batire Júnior, servidor do INPE no setor de engenharia de satélites.
Organizações ambientais também criticaram a demissão do diretor do INPE no meio do mandato. O Observatório do Clima afirmou que "a exoneração de Ricardo Galvão é lamentável, mas era esperada; que ele selou seu destino ao não se calar diante das acusações atrozes de Jair Bolsonaro ao INPE; e que a imagem do Brasil já está irremediavelmente comprometida por essa cruzada contra os fatos". "Nos próximos meses, Bolsonaro e seu ministro do Ambiente descobrirão, do pior jeito, que não adianta matar o mensageiro nem aparelhar o INPE. A única maneira de evitar más notícias sobre o desmatamento é combatê-lo", continuou o Observatório do Clima. "O desmatamento está subindo muito vinculado às políticas do próprio governo e o governo parece agora muito mais preocupado em salvar a sua própria imagem do que proteger a floresta. A gente está perdendo a Amazônia para o crime e o governo precisa dar uma resposta para isso imediatamente", disse Márcio Astrini, coordenador de Políticas Públicas do Greenpeace.
Em 21 de agosto de 2019, após o INPE detectar mais 74 mil focos de incêndios florestais na Amazônia, Bolsonaro atribuiu, sem apresentar provas, às organizações não governamentais (ONGs), que atuam na proteção ambiental, a responsabilidade de estarem envolvidas em incêndios ilegais, declarando que o Brasil está em "guerra [...] para conter o fogo criminoso". ONGs, como a WWF Brasil, o Greenpeace e o Instituto Brasileiro de Proteção Ambiental, rebateram e criticaram as afirmações de Bolsonaro.

## Administração

### Diretores
| # | Diretor                    | Período     | Nota |
| - | -------------------------- | ----------- | --- |
| 1 | Fernando de Mendonça       | 1963 - 1976 | Primeiro diretor do INPE. |
| 2 | Nelson de Jesus Parada     | 1976 - 1985 | [ 13 ] |
| 3 | Marco Antonio Raupp        | 1985 - 1989 | [ 14 ] |
| 4 | Márcio Nogueira Barbosa    | 1989 - 2001 | Deixou o instituto para assumir um cargo na UNESCO. |
| — | Volker Kirchhoff           | 2001 - 2001 | Diretor Interino. |
| 5 | Luiz Carlos Moura Miranda  | 2001 - 2005 | Assumindo em 2001, pediu exoneração no dia 26 de abril de 2005 após disputa por verba. |
| — | Leonel Perondi             | 2005 - 2005 | Diretor Interino. |
| 6 | Gilberto Câmara            | 2005 - 2012 | [ 19 ] [ 22 ] |
| 7 | Leonel Perondi             | 2012 - 2016 | [ 21 ] [ 23 ] |
| 8 | Ricardo Galvão             | 2016 - 2019 | Assumindo em 2016, foi exonerado em 2019 após publicamente defender o trabalho do INPE contra os ataques do governo Jair Bolsonaro no contexto do desmatamento da Amazônia, especificamente durante os incêndios de 2019. Dentro do regimento interno a substituição ocorreu por "uma situação de perda de confiança". |
| — | Darcton Policarpo Damião   | 2019 - 2020 | Diretor Interino. |
| 9 | Clezio Marcos de Nardin    | 2020 - 2023 | No cargo entre 2020 e 2023. |
| — | Gilvan Sampaio de Oliveira | 2023        | Diretor substituto. |

### Orçamento[30]
| Ano  | Orçamento (Em milhões de reais) |
| ---- | ------------------------------- |
| 2007 | 165,3                           |
| 2008 | 143,5                           |
| 2009 | 175,8                           |
| 2010 | 205,7                           |
| 2011 | 189,7                           |
| 2012 | 146,1                           |
| 2013 | 151                             |
| 2014 | 122,8                           |
| 2015 | 121,9                           |
| 2016 | 149,8                           |
| 2017 | 106,2                           |
| 2018 | 40,6                            |

## Legislação
Resumo da Legislação Básica do INPE:
| DATA                                        | DOCUMENTO                     | RESOLUÇÃO |
| ------------------------------------------- | ----------------------------- | --- |
| 3 de agosto de 1961                         | Dec. No 51.133                | Cria o Grupo de Organização da Comissão Nacional de Atividades Espaciais (GOCNAE). |
| 22 de abril de 1971                         | Dec. No 68.532                | Extingue o GOCNAE e cria o Instituto de Pesquisas Espaciais (INPE) subordinado ao Conselho Nacional de Pesquisa - (CNPq). |
| 6 de novembro de 1974 16 de janeiro de 1975 | Lei No 6.129 Dec. No 75.241   | Transforma o Conselho Nacional de Pesquisas (CNPq) em Conselho Nacional de Desenvolvimento Científico e Tecnológico (CNPq) na forma de Fundação, subordinado à Secretaria de Planejamento da Presidência da República (SEPLAN/PR) e mantém o INPE vinculado à sua estrutura. |
| 15 de março de 1985 29 de maio de 1985      | Dec. No 91.146 Dec. No 91.582 | Cria o Ministério da Ciência e Tecnologia (MCT) e transfere o INPE para o MCT, como órgão autônomo |
| 24 de maio de 1988                          | Portaria/MCT No 102           | Aprova em caráter provisório o Regimento Interno e a Estrutura Interna do INPE. |
| 16 de março de 1989                         | Lei No 7740                   | Lei No 7740 Cria a Secretaria Especial da Ciência e Tecnologia (SCT) como órgão integrante da Presidência da República (PR). |
| 10 de maio de 1990                          | Dec. No 99.244                | Reorganiza os órgãos e integra o INPE à estrutura básica da Secretaria da Ciência e Tecnologia da Presidência da República - SCT/PR. |
| 28 de novembro de 1985                      | Dec. No 91.994                | Estabelece normas complementares a autonomia administrativa e financeira do INPE. |
| 17 de outubro de 1990                       | Dec. No 99.618                | Aprova a Estrutura Regimental da SCT e o INPE, passa a ser denominado Instituto Nacional de Pesquisas Espaciais - INPE, como órgão singular. |
| 13 de novembro de 1990                      | Lei No 8090                   | Altera a estrutura básica da Secretaria da Ciência e Tecnologia (SCT) mantendo o INPE como órgão singular integrante. |
| 19 de novembro de 1992                      | Lei No 8.490                  | Transforma a SCT em Ministério da Ciência e Tecnologia (MCT), passando o INPE a integrá-lo na qualidade de órgão específico. |
| 20 de dezembro de 1995                      | Dec. No 1.753                 | Aprova a Estrutura Regimental do MCT, passando o INPE a integrá-lo na qualidade de Órgão Específico Singular. |
| 9 de julho de 1996                          | Portaria No 291               | Aprova o Regimento Interno do INPE. |
| 25 de novembro de 1996                      | Portaria No 435               | Aprova o Regimento Interno do INPE, revogando a Portaria nº 291 de 9 de julho de 1996. |
| 27 de maio de 1998                          | Lei No 9.649                  | Dispõe sobre a Organização da Presidência da República e dos Ministérios e dá outras providências. |
| 10 de março de 2000                         | Med.Prov. nº 1.999-16         | Altera Lei nº 9.649, de 27 de maio de 1998 que dispõe sobre a Organização da Presidência da República e dos Ministérios, e dá outras providências. |

## Estrutura

### Missões de satélites

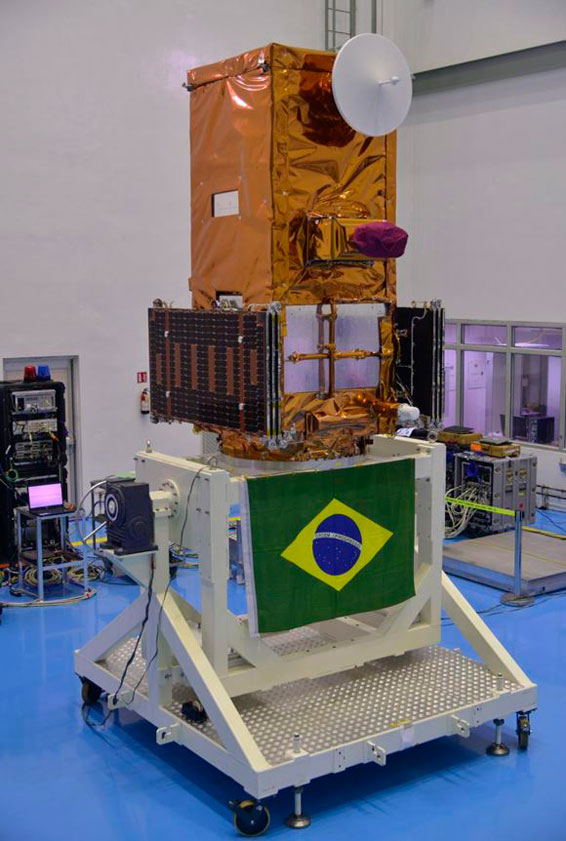
Satélite Amazônia-1

- Satélite de Coleta de Dados (SCD-1)
  - SCD-1
  - SCD-2
- Satélite Sino-Brasileiro de Recursos Terrestres (CBERS)
  - CBERS-1
  - CBERS-2
  - CBERS-2B
  - CBERS-3
  - CBERS-4
- Amazônia
  - Amazônia-1
  - Amazônia-1b (Em projeto)

### Unidades

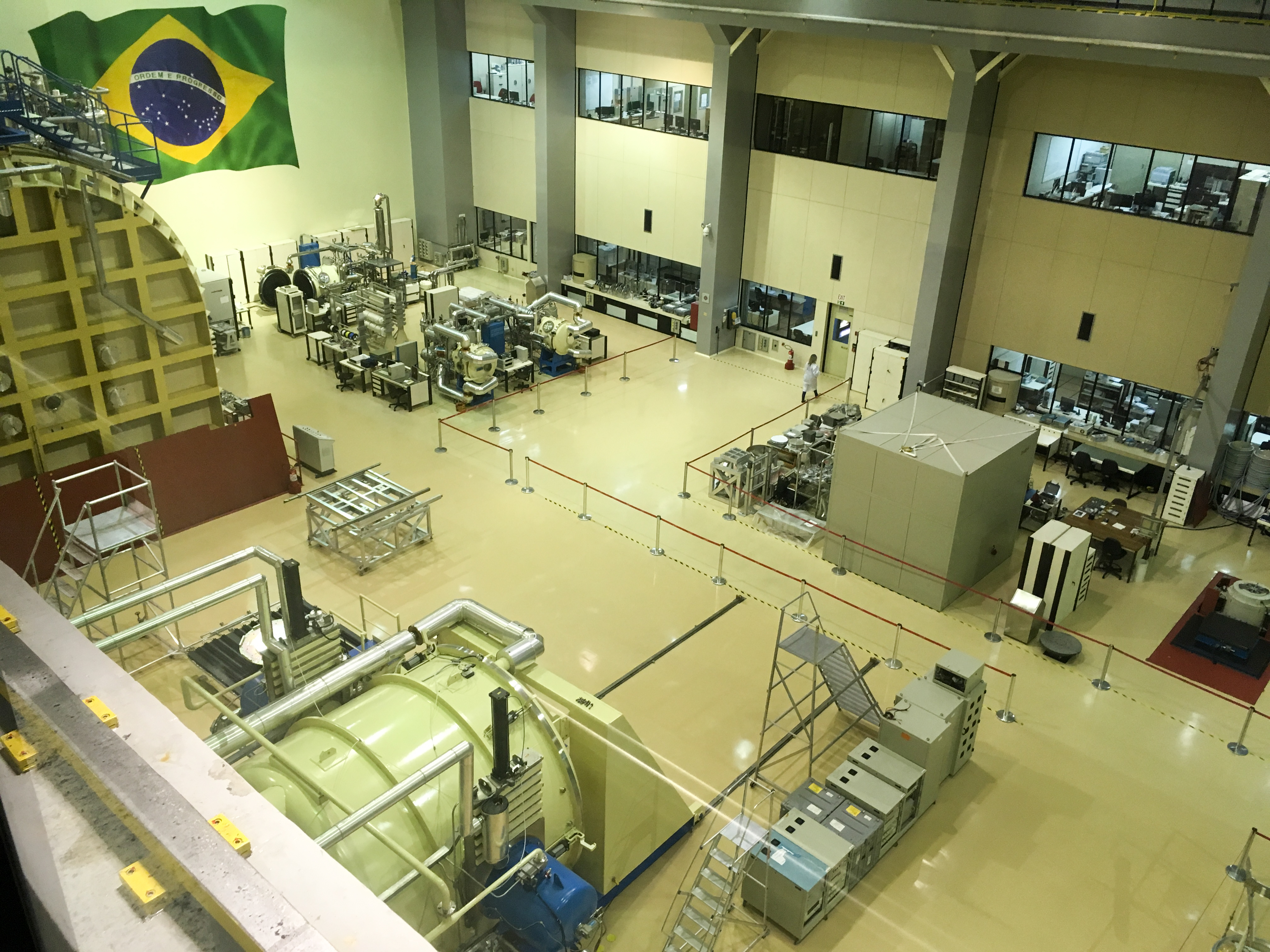
Laboratório de Integração e Testes, em São José dos Campos, São Paulo.

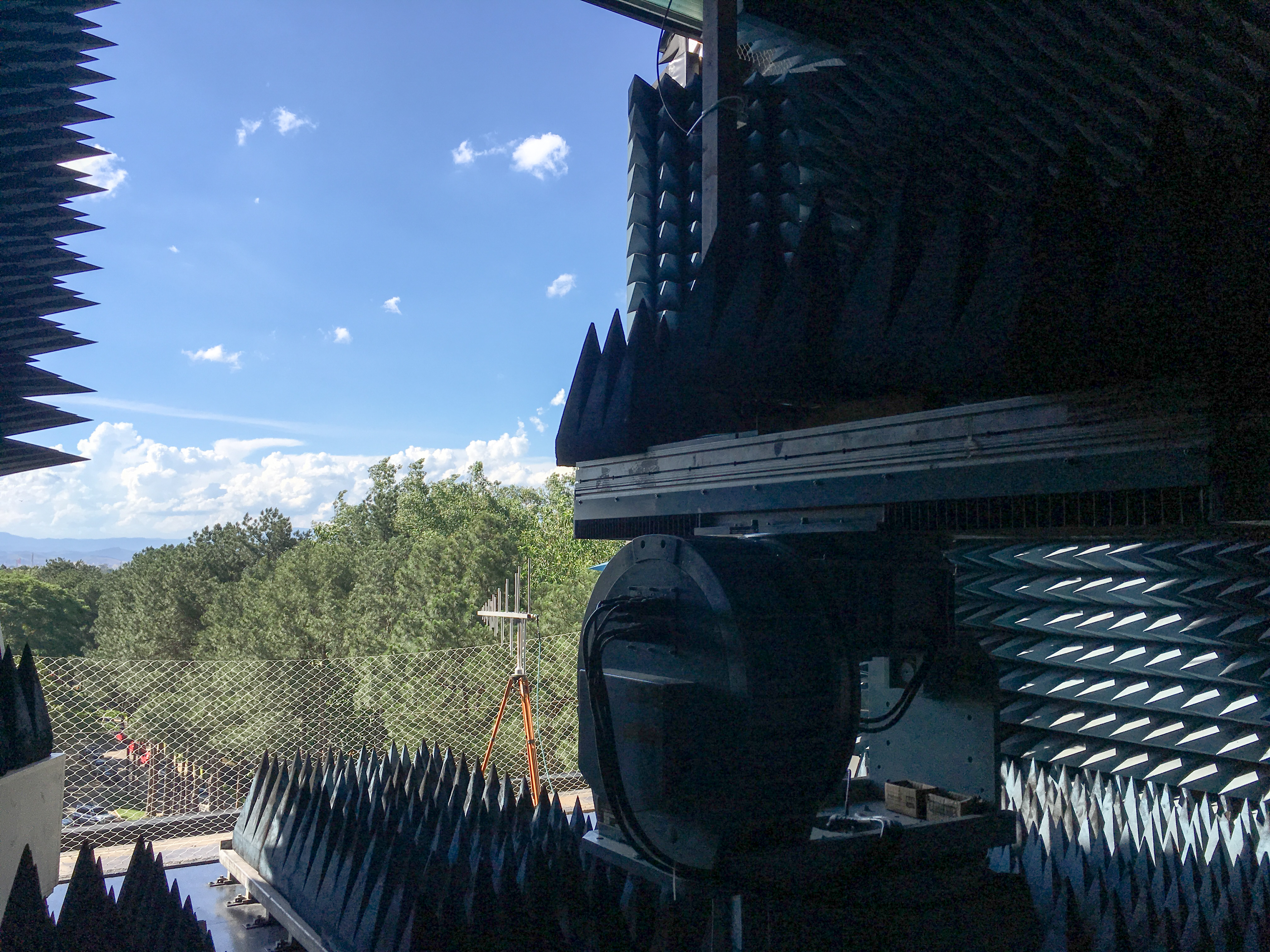
Laboratório de Medidas de Antenas, em São José dos Campos

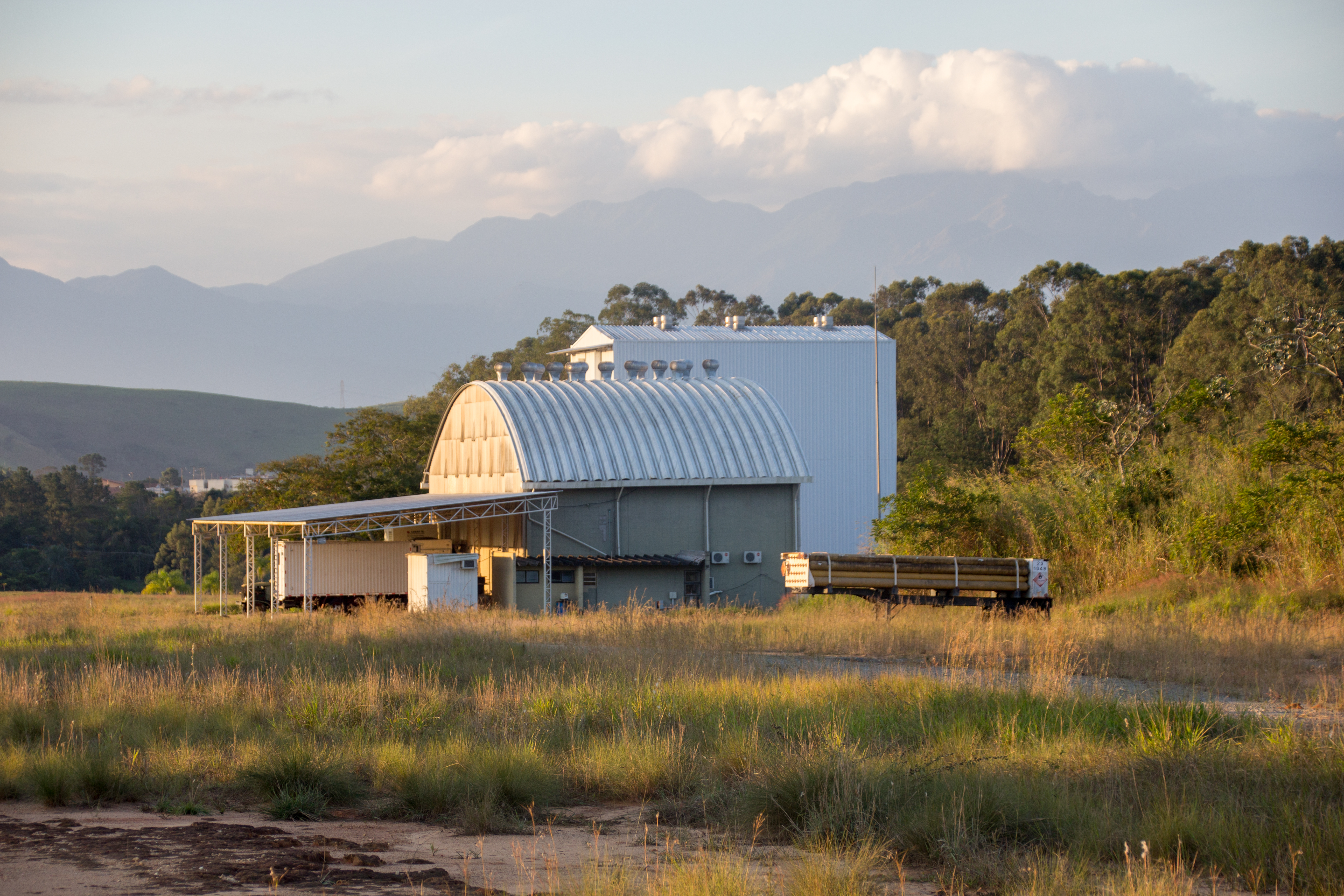
Divisão de Geração de Imagens, em Cachoeira Paulista, São Paulo.

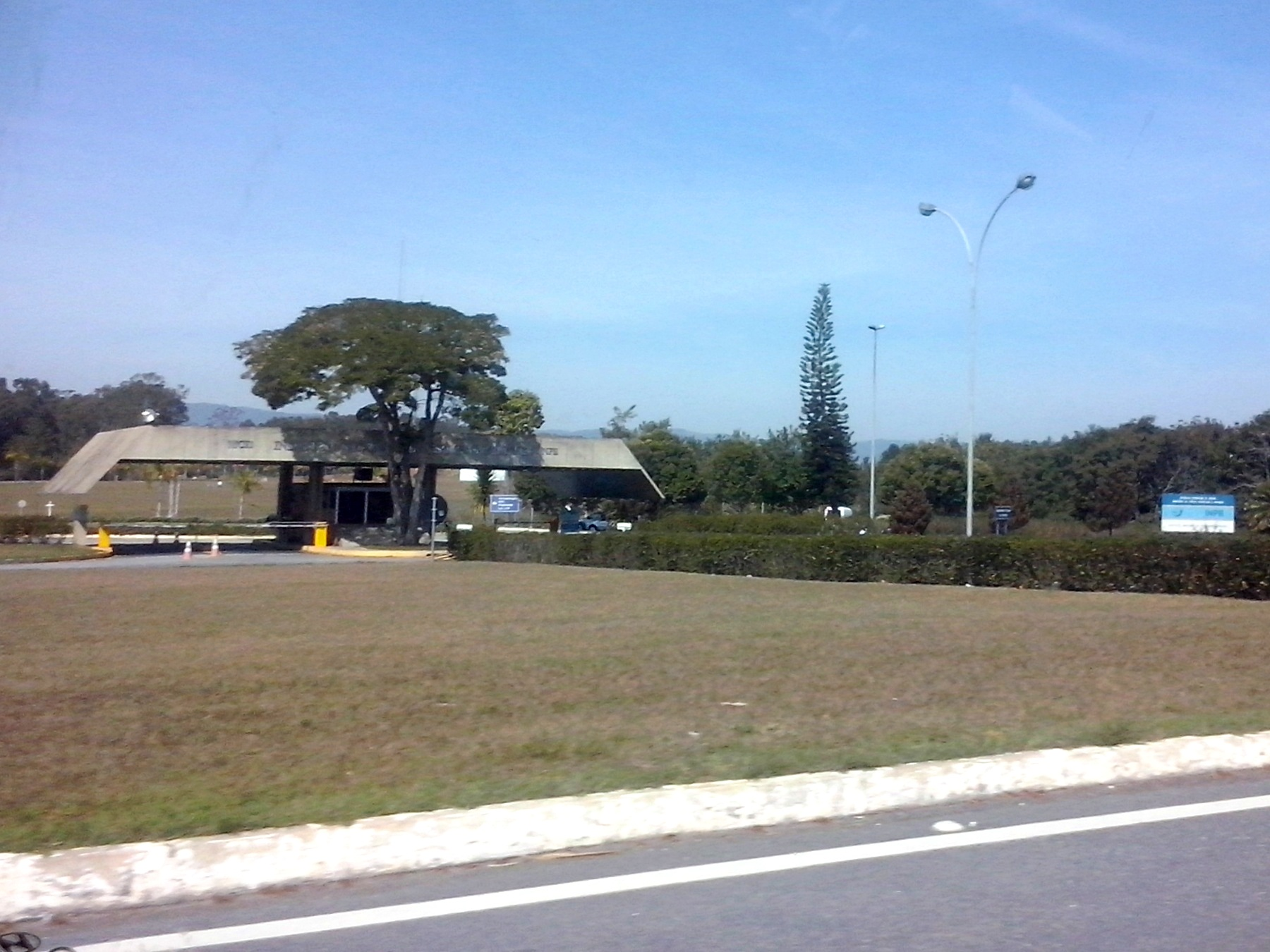
Entrada do Centro de Previsão de Tempo e Estudos Climáticos (CPTEC) em Cachoeira Paulista.

- Coordenação de Engenharia e Tecnologia Espacial: responsável pelo projeto e desenvolvimento de satélites (plataforma e cargas úteis).
  - Divisão de Sistemas Espaciais
  - Divisão de Sistemas de Solo
  - Divisão de Eletrônica Aeroespacial
  - Divisão de Mecânica Espacial e Controle
  - Serviço de Garantia do Produto
  - Serviço de Manufatura
- Centro de Rastreio e Controle de Satélites: responsável pela operação em órbita dos satélites desenvolvidos pelo INPE ou em cooperação estrangeira.
  - Centro de Controle de Satélites (CCS), São José dos Campos (SP)
  - Estação Terrena de Cuiabá (MT)
  - Estação Terrena de Alcântara (MA)
- Laboratório de Integração e Testes: onde são realizados montagens e testes funcionais de satélites.
- Centro de Previsão de Tempo e Estudos Climáticos: um dos centros que vem ganhando importância atualmente a questões ligadas a meio ambiente é o CPTEC.  Este centro além de colaborar com previsões de tempo, também fornece as previsões para a sociedade de um modo geral.
- Centro de Tecnologias Especiais
  - Laboratório Associado de Computação e Matemática Aplicada (LAC)
  - Laboratório Associado de Sensores e Materiais (LAS)
  - Laboratório Associado de Plasma (LAP)
  - Laboratório Associado de Combustão e Propulsão (LCP)
- Coordenação Geral de Observação da Terra — OBT
  - Divisão de Sensoriamento Remoto (DSR)
  - Divisão de Processamento de Imagens (DPI)
  - Divisão de Geração de Imagens (DGI)
- Centro de Ciência do Sistema Terrestre — CCST

### Pós-graduação
Mestrado e Doutorado nas seguintes áreas:
- Astrofísica (AST)
- Ciência do Sistema Terrestre (CST) - Somente Doutorado
- Computação Aplicada (CAP)
- Engenharia e Tecnologia Espaciais (ETE), divida nas seguintes áreas de concentração
  - Mecânica Espacial e Controle
  - Combustão e Propulsão
  - Ciência e Tecnologia de Materiais e Sensores
  - Engenharia e Gerenciamento de Sistemas Espaciais
- Geofísica Espacial (GES)
- Meteorologia (MET)
- Sensoriamento Remoto (SERE)